# Beauties in Distress
Beauties in Distress é um curta-metragem mudo norte-americano de 1918, do gênero comédia, dirigido por Charley Chase e estrelado pelo ator cômico Oliver Hardy com Billy West.

## Elenco

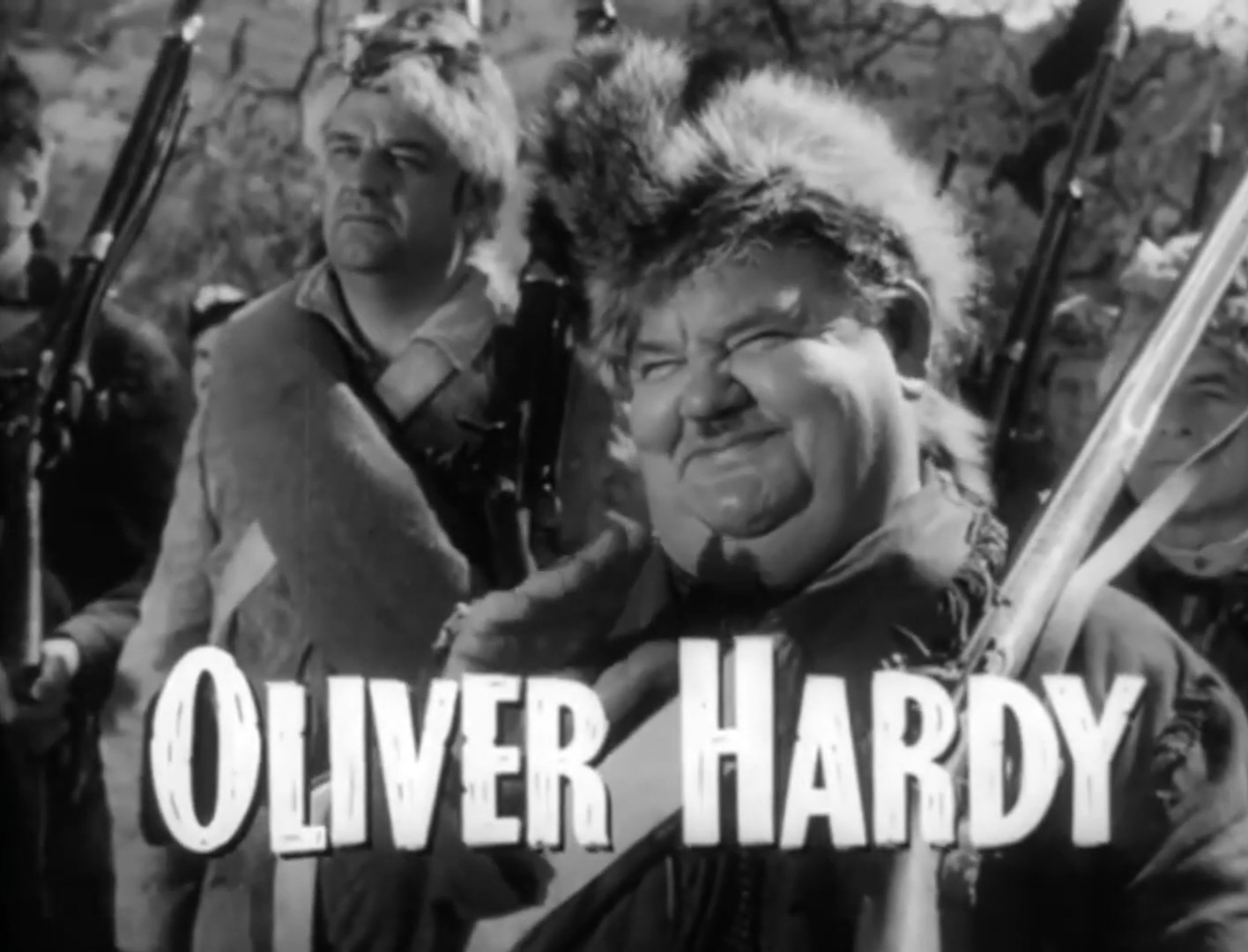
Oliver Hardy

- Billy West
- Oliver Hardy (como Babe Hardy)